# Anomiopus laetus
Anomiopus laetus е вид насекомо от семейство Листороги бръмбари (Scarabaeidae).

## Разпространение
Видът е разпространен в Бразилия (Акри, Амазонас и Пара).